# Michael Wecklein
Michael Wecklein (* 21. Oktober 1778 in Bergrheinfeld; † 31. Oktober 1849 in Aachen) war ein deutscher römisch-katholischer Theologe, Geistlicher und Hochschullehrer.

## Leben
Wecklein studierte ab 1797 Philosophie und Theologie an der Universität Würzburg. 1801 erfolgte die Priesterweihe in Würzburg, außerdem wurde er im selben Jahr mit der Dissertation Tentamen historico-criticum circa diversas de insigni loco Isaiae LII, 13, LIII, 12 sententias zum Dr. theol. promoviert. 1801 war er Kaplan in Ettleben, 1802 Kooperator Estenfeld, 1803 Kaplan in Gerolzhofen. Ab 1802 veröffentlichte er regelmäßig in der Zeitschrift Neues Magazin für Prediger von Bonaventura Andres.
Wecklein wurde auf Franz Oberthürs Empfehlung von Ferdinand August von Spiegel 1805 zum Professor für Exegese und orientalische Sprachen an die Universität Münster berufen. Zum 13. Juni 1815 wurde er in die philosophische Fakultät versetzt. Dort erhielt er den Lehrauftrag für Geschichte und Pädagogik. Nach der Schließung der Universität 1818 wurde als Bibliothekar der Universität Bonn versetzt. An der Universitätsbibliothek Bonn verblieb er etwa zehn Jahre.
Wecklein wurde durch Spiegler 1828 zum Kanonikus am Kollegiatstift Aachen ernannt. Dort verblieb er bis zu seinem Tod.

## Werke (Auswahl)
- Tentamen historico-criticum circa diversas de insigni loco Isaiae LII, 13, LIII, 12 sententias, Würzburg 1801 (zur Auslegung von Jes 52,13 EU und Jes 53,12 EU).
- Momenta praecipua ad liberaliorem Veteris Testamenti interpretationem, quae nostris temporibus est introducta, e collatione scriptorum graecorum et romanorum cum scriptoribus sacris, Essen 1806 (Digitalisat).
Dieser Schrift widersprachen mit eigenen Veröffentlichungen Johann Hyacinth Kistemaker (Münster) und Marcellinus Molkenbuhr (Paderborn).